# Дюна
Вижте пояснителната страница за други значения на дюна.
Във физическата география дюна се нарича пясъчен хълм, създаден от ветрови процеси. Дюните са характерни най-вече за райони с пустинни условия (особено за пустинята Сахара) и за крайбрежните области (в близост до плажове). Срещат се в различни форми и размери и могат да образуват цели системи. Думата произхожда от средновековния нидерландски език (dūne), след което преминава във френския и в останалите езици.

## Образуване
В районите със сух климат липсата на растителност оставя скалите подложени на активната разрушителна дейност на вятъра – абразия, ерозия и други процеси. За разлика от други условия в този случай скалите се превръщат в дребни частици (пясък), които вятърът може свободно да транспортира и натрупва. Те се състоят най-често от кварц, калциев карбонат, гипс и глина и се наричат акумулационен еоличен материал. Вятърът ги оставя на земята по две основни причини – отслабване и спиране или среща с препятствие.
Въздействието на вятъра придава на дюните асиметричен вид – полегати от подветрената страна, стръмни от наветрената. Най-често подветреният край е с наклон между 8 и 20°, а наветреният – от 32 до 40°. Дюната има връх (гребен), през който вятърът прехвърля песъчинките и по този начин (ако не е обрасла с растения) дюната се движи. Скоростта варира, но обикновено е около 10 м/год. По този начин дюните могат да затрупат пътища, постройки и дори цели градове. Възпрепятстването на тази опасност е почти невъзможно.
При задържане на едно място дюните обрастват с псамофитна (сухолюбива) растителност и престават да се движат. Тогава те имат важна роля за ограничаване на движението на други вятърни навявания. За тях се използва понятието „колонизирани дюни“.

## Видове
В зависимост от характера на вятъра (сила, постоянство, посока) се образуват различни видове дюни.
Бархани (barchans) – те са характерни за пустините при постоянен приток на пясък. Имат форма на сърп с рогове обърнати по посока на движението на вятъра. Подветреният склон е сред най-полегатите, докато противоположният – сред най-стръмните. Пясъкът, носен от вятъра, или се прехвърля през гребена (който е много добре оформен) или обтича роговете отстрани и още повече ги издължава. Височина – до 20 – 30 м.
Копиевидните дюни са надлъжни, изградени от сезонно духащи ветрове. Срещат се заедно с барханите и понякога се сливат с тях.
Пясъчните кордони представляват дълги ивици от свързани помежду си дюни. Те се срещат винаги на групи и образуват цели полета. Спрямо посоката на вятъра могат да бъдат надлъжни (longitudinal dunes) и напречни (transverse dunes). Характеризират се с големи размери: ширина до 30 км, дължина до няколкостотин км. Заради това те обикновено представляват трудност за движението, ако трябва да стане през тях. Типични са за Сахара.
Дюни-звезда (star dunes) – образуват се, когато вятърът духа от различни посоки, с различна сила и с различно количество пясък. Техните извити ребра са спускат във всички посоки, а между сях се оформят долини. Имат ясно видим връх. Това са един от най-високите дюни – до 300 м.
Параболичните дюни (parabolic dunes) приличат на барханите, но са разположени наобратно. Също се образуват при постоянен вятър, но главно по крайбрежието.
Еолични ребра (на английски: Ripple marks – рипълмарк) се наричат типичните набраздявания по всякакви пясъчни повърхности, включително върху дюните. Образуват се заради различната тежест на песъчинките: по тежките остават по гребените, а по-леките падат във вдлъбнатините между тях.

## Известни примери
Едни от най-известните дюни в света са ерговете в северозападна Сахара. Самата дума ерг означава голяма дюна. Големият западен ерг и Големият източен ерг са с внушителни размери. Първият има площ от 78 000 кв. км и височина до 500 м. В Алжир, Тунис, Мароко, Мавритания и Мали има още няколко ерга.
Дюната Федерико Кирбус в Аржентина е най-високата в света със своите 1230 м от основата до върха.
Дюните на Монтерей в Калифорния са дълги 80 км и заемат площ от 104 кв. км. Типичната дюнна растителност е изместена от европейската пясъчна трева, засадена през 30-те години на ХХ в.
По българското черноморско крайбрежие са запазени 46 дюнни системи с площ от 988,21 ха (0,0089% от България) и обща дължина 73 км (14% от 518.7 км брегова линия). На север има само близо до Дуранкулашкото езеро, но на юг са разпространени от Бургас до Приморско. Един от най-големите комплекси е именно в Приморско, където те се издигат до 19 м над морското равнище. Специалистите ги наричат „стабилизационни сиви дюни“, обрасли с многогодишни треви, мъхове и лишеи.